# Distrito electoral federal 3 de Veracruz
El Distrito electoral federal 3 de Veracruz es uno de los 300 Distritos Electorales en los que se encuentra dividido el territorio de México para la elección de diputados federales y uno de los 20 en los que se divide el estado de Veracruz de Ignacio de la Lave. Su cabecera es la ciudad de Túxpam de Rodríguez Cano.
El tercer distrito electoral federal de Veracruz se localiza al norte del estado y lo forman los municipios de Álamo Temapache, Castillo de Teayo, Cazones de Herrera, Cerro Azul, Tepetzintla y Tuxpan. Esta integración fue definida por el Instituto Nacional Electoral en marzo de 2017.

## Diputados por el distrito
- XLIX Legislatura
  - (1973 - 1976): Ignacio Mendoza Aguirre
- L Legislatura
  - (1976 - 1979): Emilio Salgado Zubiaga
- LI Legislatura
  - (1979 - 1982): Óscar Torres Pancardo
- LII Legislatura
  - (1982 - 1988): Mauro Melo Barrios
- LIV Legislatura
  - (1988 - 1991): Vicente Sequera Mercado
- LV Legislatura
  - (1991 - 1994): Edmundo Sosa López
- LVI Legislatura
  - (1994 - 1997): Zaida Alicia Llado Castillo
- LVII Legislatura
  - (1997 - 2000): Salvador Moctezuma Andrade
- LVIII Legislatura
  - (2000 - 2003): Martha Silvia Sánchez González
- LIX Legislatura
  - (2003 - 2006): Alfonso Sánchez Hernández
- LX Legislatura
  - (2006 - 2009): Antonio Laviada Hernández
- LXI Legislatura
  - (2009 - 2012): Miguel Martín Lóperez
- LXII Legislatura
  - (2012 - 2015): Genaro Ruiz Arriaga
- LXIII Legislatura
  - (2015 - 2016): Alberto Silva Ramos 
  - (2016 - 2017): Alberto Vázquez Villalobos 
  - (2017 - 2018): Alberto Silva Ramos
- LXIV Legislatura
  - (2018 - 2021): Bertha Espinoza Segura
- LXV Legislatura
  - (2021 - 2022): Bertha Espinoza Segura 
  - (2022 - 2024): Rocío Hernández Villanueva